# Municipio de Forest Area
El municipio de Forest Area (en inglés: Forest Area Township) es un municipio ubicado en el condado de Lake of the Woods en el estado estadounidense de Minnesota. En el año 2010 tenía una población de 5 habitantes y una densidad poblacional de 0 personas por km².

## Geografía
El municipio de Forest Area se encuentra ubicado en las coordenadas 48°32′9″N 95°2′40″O / 48.53583, -95.04444. Según la Oficina del Censo de los Estados Unidos, el municipio tiene una superficie total de 1304,64 km², de la cual 1301,34 km² corresponden a tierra firme y (0,25 %) 3,29 km² es agua.

## Demografía
Según el censo de 2010, había 5 personas residiendo en el municipio de Forest Area. La densidad de población era de 0 hab./km². De los 5 habitantes, el municipio de Forest Area estaba compuesto por el 100 % blancos. Del total de la población el 0 % eran hispanos o latinos de cualquier raza.